# Hampton & Richmond Borough FC
Hampton & Richmond Borough FC is een voetbalclub uit Engeland, die in 1921 is opgericht en afkomstig uit de wijk Hampton in de borough Richmond, Londen. De club speelt sinds 2016 in de National League South.

## Erelijst
- Isthmian League Premier Division : 2006-2007, 2015-2016
- Middlesex Senior Cup : 2005-2006, 2007-2008, 2011-2012, 2013-2014, 2016-2017
- Middlesex Super Cup : 1999-2000, 2006-2007

## Bekende oud(-ex)spelers
- Mazin Al-Huthayfi